# Behavioral sink
Behavioral sink（ビヘイビアラル・シンク; 行動的衰退）は、動物行動学者ジョン・B・カルフーンが「人口密度と社会の病理 (英:Population Density and Social Pathology)」(『Scientific American』1962年)という通俗科学雑誌に寄稿した記事の中で使用した言葉、および概念である。
生物個体の過密状態によって行動の崩壊が生じることを表している。この言葉、および概念はカルフーンが1958年から1962年にかけて行った一連の過剰個体群実験に由来する。実験では、ドブネズミを使用して、それらを飼育する密閉空間を作った。密閉空間では食料と水が無制限に与えられ、制約のない人口増加が可能な環境であった。研究者たちはその環境を「ネズミのユートピア(英:rat utopias)」と呼んだ。また、カルフーンはその後、1968年から1972年にかけて同様の実験を行った。
この研究はモデル生物を用いた社会の崩壊を再現する実験であると誤って解釈され実験結果を発表したカルフーン自身は一躍時の人となり、都市社会学や心理学にも引用されるなど大いにもてはやされた。しかしその後、懐疑的な科学者らにより動物実験をそのまま人間社会に当てはめるべきではないことや、人間社会は柔軟な力を持っており人口密度が高まったからと言ってそれが人類の行動の悪化に直接的に影響することはないという言説が見られるようになっていった。学界では主流の考えとなることはなかったが、カルフーン自身がこのBehavioral Sinkという言葉および概念を意図的に大衆受けするように考えて作り出したこともあり、大衆の中で繰り返し使用されることによって概念が伝言ゲームのように変化して行き、ユートピアで人類が滅亡するという極論が導き出されてしまうに至った。

## 実験内容(Universe25[2])
1962年の研究で、カルフーンはマウスの行動を次のように説明している。
多くのメスのマウスは、妊娠満期まで生きることができなかった。また、出産したとしてもその後生きることができなかった。さらに出産に成功しても、母体としての機能を果たせる個体は少なかった。オスのマウスの行動障害は性的逸脱から共食いまで、また、熱狂的な過活動から病的な引きこもりまで様々であった。ラットの社会組織も同様に崩壊した。
(中略)
これらの擾乱の共通の原因は、最初の3つの実験の個体群において最も分かりやすく確認された。密閉空間内に存在する4つの連結した小部屋の1つに、マウスが最も多く集まっていたのだ。各実験の80匹のマウスの内、60匹ものマウスが、餌やりの時間帯に1つの小部屋に集まっていた。個々のマウスは他のマウスと一緒にいるとき以外はほとんど食事を摂らなかった。その結果、餌やりの時間帯に集まっていた小部屋では個体数が極端に密集し、他の小部屋では個体数がまばらだった。
(中略)

これらの実験では、最も擾乱したグループの生まれたばかりのマウスの死亡率は96%にも昇った。
カルフーンの実験は1947年にアメリカ合衆国メリーランド州のロックビルの農地で行われた。

### 排除すべき自然の死亡要因とその対策
カルフーンは記事の中で自然界の死因を5つに分類し、それぞれに対してそれを排除するための対策を述べている。以下の5種類の死亡要因の類型はほとんどの種で地質学的・時間的に観察されているものである。また、老化も死亡要因としてあげられるが、基本的に生殖後に死亡するため論文中では省略されている。つまり、これら要因が排除された環境をユートピアと形容したわけであるが、その実態を正確に表現するのであれば純粋培養のような形容が適切であると考えられる。カルフーンは実験を発表するにあたって大衆に広く受け入れられることを念頭にしていたためキャッチーなユートピアという用語を使用したが、これがかえってメディアによるセンセーショナリズムを喚起し、人口増加により人々の行動が悪化し、理想的な環境に置かれると人類は滅亡するといった類の言説へと発展していった。
移住
野生の動物が種族内の闘争が原因で死ぬことはほとんど無い。基本的に種族内闘争で負けた個体は、その個体が生まれた場所や住むのに好ましい場所を利用することができなくなる。そのため、住むのにあまり適さない場所で生きることを強いられてしまい、死亡する。これに対する対策として移住の防止をあげている。54インチ(1.37センチメートル)の高さの4つの壁で閉じた、側面101インチ(2.57センチメートル)の正方形の密閉空間を作成した。有効使用面積を増やすためにマウスが使用できるように壁を構造化したが、亜鉛メッキ金属壁の上部17インチ(43センチメートル)の非構造化部分をマウスが登ることはできなかった。
資源不足
古典的に食料と水の減少は死亡の可能性を高めるとされている。
悪天候
動物の種によって、生理的に影響を与える様々な外的条件に遺伝的に適応するようになったが、風、雨、湿度、気温が通常の許容範囲を超えると、即死したり、衰弱し死亡リスクが高まったりする。この要因、特に洪水と火災は他の要因と比較して種の個体数に対して広く、より長期的な影響を持つ。
病気
ほとんどの種族において、体内に寄生虫、細菌、ウイルスが侵入してもある程度の耐性を獲得することができる。しかし、それらが体内に入ることで消耗し死亡する可能性がある。この要因は個体密度が高い場合、流行しやすくなる可能性が高まる。
捕食
すべての種は進化を通じて、他の種から捕食される。